# Richtingscoëfficiënt

De richtingscoëfficiënt, vaak afgekort tot rc, van een lijn in een cartesisch coördinatenstelsel is de tangens van de hoek die de lijn met de positieve x-as maakt. De richtingscoëfficiënt is een maat voor de helling van de lijn ten opzichte van de x-as.
Als de lijn gegeven wordt door de vergelijking:
{\displaystyle y=ax+b},
is het getal {\displaystyle a} de richtingscoëfficiënt. De richtingscoëfficiënt kan worden gevonden door het differentiequotiënt te nemen van twee punten op de lijn.
Beschouwen we de lijn als lineaire functie, dan is de afgeleide de constante functie met vergelijking {\displaystyle y=a}.
De richtingscoëfficiënt {\displaystyle rc} van de lijn door de twee punten {\displaystyle A=(x_{A},y_{A})} en {\displaystyle B=(x_{B},y_{B})} wordt gegeven door:
{\displaystyle rc={\frac {\Delta y}{\Delta x}}={\frac {y_{B}-y_{A}}{x_{B}-x_{A}}}}
Als deze bestaat is de richtingscoëfficiënt van een kromme in een bepaald punt de richtingscoëfficiënt van de raaklijn aan de kromme in dat punt, dus de afgeleide van de kromme in dat punt.